# مهدی جمعه
مهدی جمعه (عربی: مهدي جمعة؛ زاده ۲۱ آوریل ۱۹۶۲) یک مهندس و سیاست‌مدار اهل تونس است. وی از ۲۹ ژانویه ۲۰۱۴ تا ۶ فوریه ۲۰۱۵ نخست‌وزیر تونس بود.